# Zone of the Enders: The Fist of Mars
Zone of the Enders: The Fist of Mars, pubblicato originariamente in Giappone come Zone of the Enders: 2173 Testament (ゾーン オブ エンダーズ 2173 テスタメント?, Zōn obu Endāzu 2173 Tesutamento), è un videogioco del 2001 sviluppato da Winkysoft e pubblicato da Konami per Game Boy Advance. È uno spin-off di Zone of the Enders.